# Apocephalus peniculatus
Apocephalus peniculatus är en tvåvingeart som beskrevs av Borgmeier 1925. Apocephalus peniculatus ingår i släktet Apocephalus och familjen puckelflugor. Inga underarter finns listade i Catalogue of Life.